# 氯噻嗪
氯噻嗪（化学式：C7H6ClN3O4S2）是一种有机化合物，可用作利尿劑和抗高血压药。
它于1956年获得专利，并于1958年被批准用于医疗。它是世界卫生组织基本药物标准清单上的药物。